# MILKO Egyesület
A MILKO Egyesület szerbiai, 2014-ben Szabadkán alakult társadalmi szervezet. Azzal a céllal jött létre, hogy Vajdaság kulturális örökségeit védje, népszerűsítse és át/megmentse a következő generációk számára. Az egyesület elkötelezett támogatója a lokálpatriotizmusnak, az egyéni (család)történetek népszerűsítésének. Nevét Milkó Izidor szabadkai íróról kapta. Elnöke: Halbrohr Tamás.

## A MILKO Csoport
A MILKO Csoport a MILKO Egyesülethez köthető, az Egyesület által alapított alapítvány, könyvkiadó és magazin.
- A MILKO Alapítvány azzal a céllal lett életre hívva, hogy a vajdasági zsidósághoz köthető kulturális örökségvédelemmel foglalkozzon.
- A Minerva Könyvképző a MILKO Egyesület könyveit és kiadványait gondozza és jelenteti meg. Tematikáját tekintve helytörténeti, kortárs és tudományos kiadványokkal foglalkozik. 2016-ban alapította a MILKO Egyesület.

## Tevékenysége
- A FortepanSerbia egy közösségi kezdeményezés. Célja az emlékezetkultúra segítése, az egyéni történetek mentése.
- A zsidó Szabadka egy komplex kutatási és tartalomszolgáltatási projekt, amely a szabadkai zsidóság épített, írott és szellemi kulturális örökségét gyűjti össze, és teszi szabadon elérhetővé.
- Így éltünk Szabadkán. Visszaemlékezések régmúlt és nem oly régi időkből. Egyéni történetek a hétköznapok világából.
- Matricula.rs tartalomfejlesztés. Az oldal tudományos kutatóknak és helytörténészeknek nyújt segítséget, anyakönyvi információkat kezelő online rendszer.